# 영국 수화
영국 수화(英國手話, British Sign Language (BSL))는 영국에서 사용되는 수화로, 영국의 청각 장애인 공동체 내에서 주로 사용된다.